# カパネッレ競馬場
カパネッレ競馬場（カパネッレけいばじょう、イタリア語: Ippodromo Capannelle）は、イタリアラツィオ州ローマにある競馬場。日本語ではカパンネッレ競馬場と表記される場合もある。

## 概要
1881年に建設され、1884年4月第1回デルビーイタリアーノが開催された。
通年開催で、12月から翌年2月までは障害競走が行われる。

## コース形態
芝コースは右回り1周2400mの平坦コース、ゴール前の直線は900m。このほか1200mの直線コースがあり、1000～1200mのレースは直線コースで行われる。
芝コースの内側にはダートコース、その内側には障害用の芝コースがある。

## 主な競走
- イタリア共和国大統領賞
- デルビーイタリアーノ
- リディアテシオ賞
- ローマ賞
- レジーナエレナ賞
- パリオーリ賞